# أميغك (أسطورة)
أميغُك (بالإنجليزية: Amaguq)‏ في أساطير الإسكيمو هوذئب مخادع متيقظ عند قبائل الإسكيمو الكنديين (الأرجح عند الإنويت).